# Hibernation (film)
Pour les articles homonymes, voir Hibernation (homonymie).
Pour plus de détails, voir Fiche technique et Distribution.
Hibernation est un court métrage britannique de 15 minutes réalisé en 2005 par John Williams,.

## Synopsis
L’interprétation et le travail d'acceptation de la mort d'un enfant par deux de ses camarades, fortuitement observés par le père du défunt, dans le cadre et contexte expressément insolites.

## Fiche technique
- Titre : Hibernation
- Réalisation : John Williams
- Scénario : John Williams
- Musique : Antony Telfer Brown
- Photographie : Kate McCullough
- Montage : Jamie Pearson
- Production : Andy Gordon et Christos Michaels
- Société de production : Screenchannel et Sound Films
- Pays :  Royaume-Uni
- Genre : Drame
- Durée : 15 minutes
- Dates de sortie : 
  -  Royaume-Uni : 14 août 2005 (Festival international du film de Rhode Island)

## Distribution
- Adam Arnold : Jason
- Sonny Rooney : Sidney
- Peter Reynolds : Hunter
- Adam Paroussos : Robin

## Distinctions
- Festival international du film de Rhode Island 2005 : Grand Prix
- Festival international du film d'Édimbourg 2005 : Meilleur court-métrage britannique
- Festival européen du film court de Brest 2005 :  Meilleur film
- Festival du film de Zagreb (en) 2005 : Meilleur court-métrage
- Halloween Short Film Festival 2005 : Prix du public
- Festival international du court-métrage d'Uppsala (en) 2005 : Meilleur film pour enfants, prix du public
- Manhattan Short Film Festival : 2005 : Grand Prix
- CinemadaMare (en) 2005 : Grand Prix
- Festival international du court métrage de Clermont-Ferrand 2006 : Prix du public[3]
- British Short Film Festival 2006 à Berlin :  Prix du public, meilleur court métrage
- Festival du court-métrage d'Aspen (en) 2006 : Meilleure photographie
- Opalcine (France) 2006 : Prix du public
- Prends Ca Court ! (Montréal) 2006 : Grand Prix, meilleur court-métrage international
- Festival Message To Man 2007 à St Petersburg : Directors Guild Award
- Festival international du film de Cleveland 2007 : Process Award for Visual Excellence[4]